# 大塚博之
大塚 博之（おおつか ひろゆき、1978年8月20日 - ）は、日本の元ラグビー選手。

## プロフィール
- 千葉県出身[1]。
- ポジションはフッカー(HO)。
- 身長 181cm、体重 100kg

## 略歴
1997年、常総学院高校卒業後、大東文化大学に入学する。
2000年、大東文化大学ラグビー部の主将に就任した。
2001年、大東文化大学卒業後、NEC（現・NECグリーンロケッツ東葛）に加入。
2006年、現役を引退した。